# St. Joseph (Lübeck-Kücknitz)

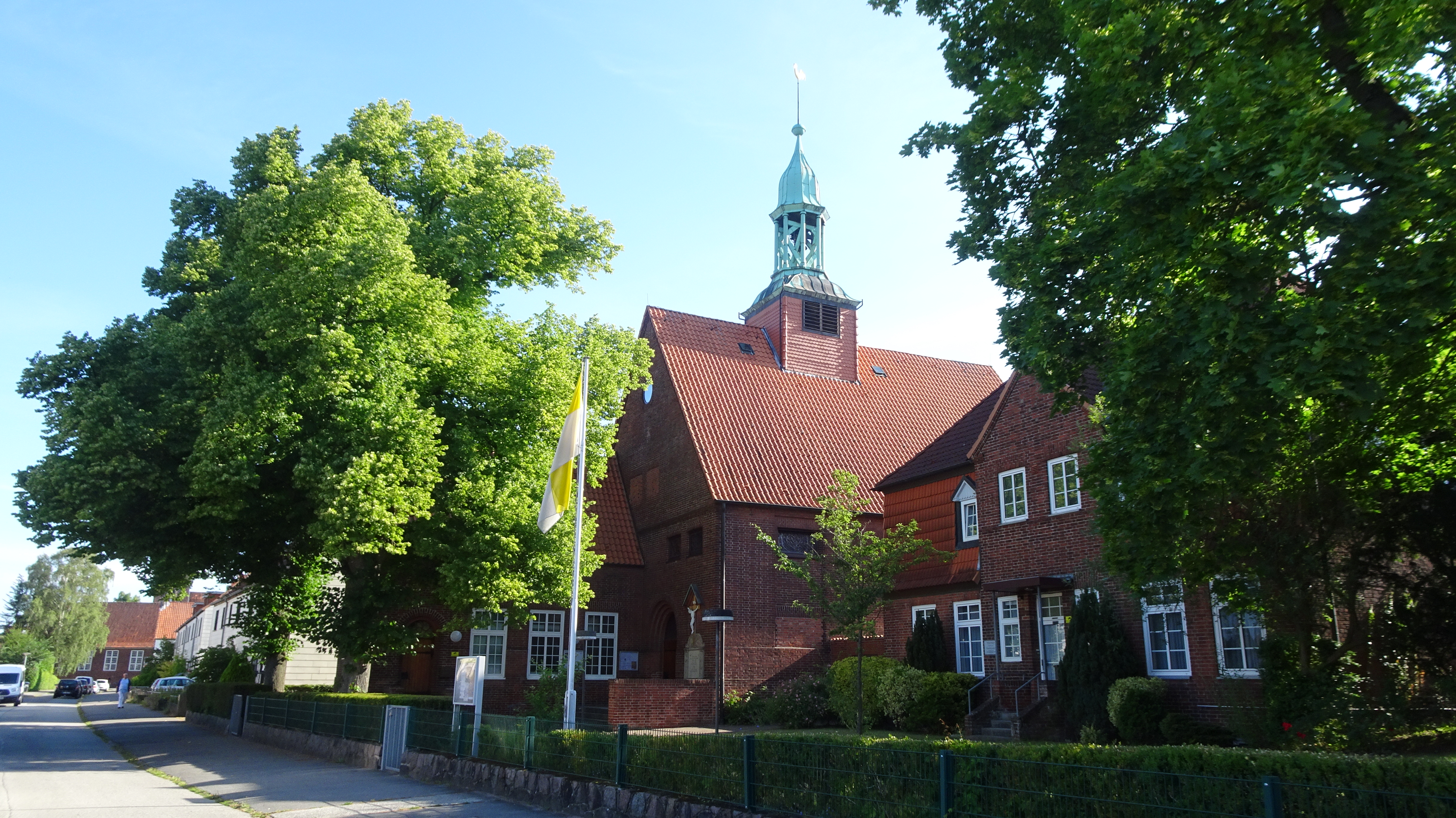
St. Joseph

Die St.-Joseph-Kirche ist ein römisch-katholisches Kirchengebäude im Lübecker Stadtteil Kücknitz.

## Geschichte
Die St.-Joseph-Kirche ist nach der Propsteikirche Herz Jesu die zweite katholische Pfarrkirche, die nach der Reformation in Lübeck entstand. Ihr Bau ist eng verbunden mit der Industrialisierung am Ende des 19. Jahrhunderts und dem damit verbundenen Zuzug katholischer Arbeitskräfte und ihrer Familien. Der Stadtteil Kücknitz zwischen Travemünde und der Innenstadt erlebte durch die Gründung des Hochofenwerkes in Herrenwyk ein rapides Bevölkerungswachstums Um die kirchliche Versorgung sicherzustellen, erhielt der Lübecker Architekt Carl Mühlenpfordt den Auftrag, zwei Kirchen in Kücknitz zu planen, die evangelische St.-Johannes-Kirche und die katholische Kirche St. Joseph. Beide Kirchen sind aus Backstein in den Formen der damals beliebten Heimatschutzarchitektur errichtet. Wie die Herz-Jesu-Kirche erhielt die neue katholische Kirche keinen richtigen Kirchturm, der zur damaligen Zeit in Lübeck den lutherischen Kirchen vorbehalten war, sondern nur einen Dachreiter. Am 29. Mai 1910 wurde die Kirche geweiht, die St.-Johannes-Kirche erst am 27. November selben Jahres. Die katholische Pfarrkirche erhielt das Patrozinium des Heiligen Josef, des Schutzpatrons der Arbeiter. Zu ihrem Gemeindegebiet gehörten anfangs auch Schlutup (bis 1953) und Travemünde (bis 1937).
Im Laufe der Jahre wurde die Kirche insbesondere nach dem 2. Vatikanischen Konzil umgestaltet. 1988 erhielt sie neue Buntglasfenster nach Entwürfen von Erentrud Trost. Der Raum bietet rund 180 Menschen einen Sitzplatz. Seit 1978 steht für Veranstaltungen ein großes Gemeindehaus zur Verfügung.
Seit 2005 war die Gemeinde mit St. Georg (Lübeck-Travemünde) vereinigt; seit 2017 gehört St. Joseph zur vereinigten Lübecker Pfarrei Zu den Lübecker Märtyrern.
Von 2004 bis zur Novellierung des Schleswig-Holsteinischen Denkmalschutzgesetzes Ende 2014 waren Kirche und Pfarrhaus als einfaches Kulturdenkmal geschützt. In der seither geführten Baudenkmalliste sind Kirche und Pfarrhaus bisher nicht verzeichnet.

## Ausstattung
Das  neugotische, geschnitzte  Hochaltar-Retabel stammt aus der Werkstatt des Kunsttischlers Schnittkemper aus Beelen, unter Entwurfsbeteiligung der Ordensschwester Sibylle von Olfers. Die auf Kupfer gemalten Figuren stellen die vier Evangelisten dar. Der Chorraum wurde ehemals durch eine aus dem 18. Jahrhundert stammende Kommunionbank abgegrenzt. Der Taufstein aus  rotem  Sandstein  war ein Geschenk des Hochofenwerks aus dem Jahr 1922. Er stammte von  dem Bildhauer Kalla, 1928 erhielt er seinen Deckel. Die Statuen der Schutzmantelmadonna und des heiligen Josef schuf der Bildhauer Georg Hörnschemeyer 1956.

## Orgel

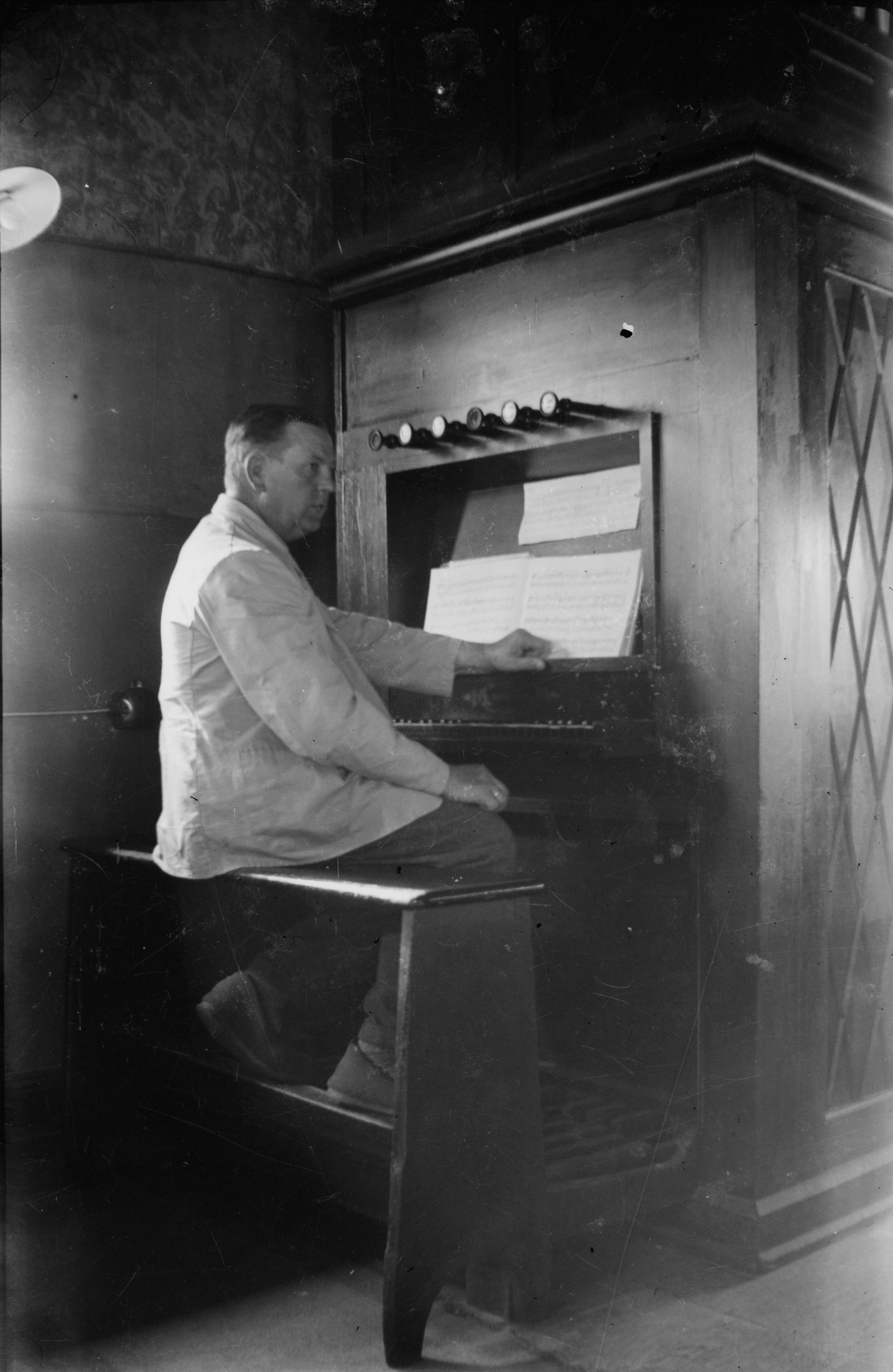
Orgel

Die Orgel der Kirche ist ein Werk von der Orgelbaufirma Marcussen & Søn aus dem Jahr 1880 mit 10 Registern auf einem Manual und Pedal. Sie stammte aus dem Lehrseminar in Bad Segeberg und konnte nach dessen Auflösung 1927 für die Kirche erworben werden. In den Jahren 1981 und 1982 wurde sie ebenfalls durch Marcussen & Søn erweitert und renoviert.

## Glocken
Die Kirche besitzt zwei Glocken, eine ist in der Glockenstube unter der Turmspitze aufgehängt, eine in der Turmspitze, die Glocke in der Turmspitze stammt aus der Erbauungszeit de Kirche. Die größere der beiden Glocken aus dem Erbauungsjahr wurde im Ersten Weltkrieg für Rüstungszwecke eingeschmolzen; erst 1989 erhielt die Kirche wieder eine zweite Glocke.
| Nr. | Schlagton | Gießer, Gussort                  | Gussjahr |
| --- | --------- | -------------------------------- | -------- |
| 1   | h1        | Petit & Gebr. Edelbrock, Gescher | 1989     |
| 2   | d2        | M & O Ohlsson, Lübeck            | 1910?    |